# ديلان زونيغا
ديلان زونيغا (بالإسبانية: Dilan Zúñiga)‏ هو لاعب كرة قدم ومدرب كرة قدم تشيلي في مركز ظهير ‏، ولد في 26 مارس 1996 في سانتياغو في تشيلي. لعب مع كولو-كولو.

## وصلات خارجية
- ديلان زونيغا على موقع قاعدة بيانات كرة القدم.إي يو (الإنجليزية)
- ديلان زونيغا على موقع Soccerway.com (الإنجليزية)
- ديلان زونيغا على موقع AS.com (الإسبانية)